# Robert Swinhoe
Pour les articles homonymes, voir Swinhoe.
Robert Swinhoe est un naturaliste britannique, né le 1er septembre 1836 à Calcutta et mort le 28 octobre 1877 à Londres.
Il est le consul de sa Majesté en Chine de 1854 à 1873. Il joue un rôle considérable dans la découverte de la faune chinoise, particulièrement des oiseaux, encore largement inconnus.

## Biographie
Sa famille est installée depuis plusieurs générations en Inde. Swinhoe fit ses études au King's College de Londres en 1852 puis à l'Université de Londres l'année suivante. L'origine de son intérêt pour l'histoire naturelle n'est pas connue et il ne semble pas avoir reçu une quelconque formation à la zoologie durant ses années d'université. Il s’engage en 1854 dans le corps consulaire britannique envoyé en Chine et est l'un des quatre candidats retenus pour ce poste. Avant son départ pour Hong Kong, il déposa au British Museum une petite collection d'œufs et de nids d'oiseaux.
Les premiers consuls britanniques dans cette région s’intéressèrent sincèrement à la culture chinoise et ont souvent été pionniers dans ce domaine. Compte tenu de l'ignorance de l'Occident au sujet de la Chine, ces diplomates sont souvent chargés de missions scientifiques, notamment géographiques. Si des géologues et des botanistes avaient rejoints ces premiers Occidentaux, les connaissances en zoologie étaient encore très maigres. Avant l'arrivée de Robert Swinhoe, les observations zoologiques avaient été faites au hasard sans grande coordination. Ainsi, être diplomate en Chine lui ouvrit de grandes perspectives en tant que naturaliste car il pouvait accéder à des régions jusqu’alors complètement inexplorées par les scientifiques occidentaux.
Durant les dix-neuf années que dura son séjour, il constitua une très vaste collection et décrivait une nouvelle espèce d'oiseau par mois. De nombreux oiseaux ont été décrits par l'ouvrage de John Gould, Birds of Asia en 1863. Bien que son centre d'intérêt principal soit l'ornithologie, Swinhoe est aussi l'inventeur de nombreuses autres espèces de mammifères, de poissons et d’insectes.
Durant sa première année en Asie, qu'il passe à Hong Kong, Swinhoe rencontre William Heine, membre de l’expédition américaine Perry au Japon. Celui-ci rencontre beaucoup de difficultés pour récolter des oiseaux en mer de Chine. Il avance que les Chinois sont responsables de cette rareté car ils tuent tous les oiseaux qu'ils peuvent. Mais Swinhoe remarque en 1862 que ce sont en fait les natifs de Macao et les Portugais qui, jeunes ou vieux, toujours avec une arme à la main, tuent chaque oiseau qu’ils aperçoivent.
Swinhoe montre un talent considérable dans l'apprentissage du chinois. Aussi, en 1855, il est transféré à Xiamen, à 560 km au nord de Hong Kong et est nommé deuxième lieutenant. Cette région, loin des fusils des chasseurs européens, est une région idéale pour l'étude de la faune. En un an, il rassemble une collection de plus d’une centaine d'espèces, essentiellement des oiseaux mais aussi quelques mammifères. Sept ans plus tard, il fait paraître dans The Ibis, The Ornithology of Amoy, qui lui vaut les éloges du directeur de publication, Philip Lutley Sclater (1829-1913). Swinhoe y décrit 174 espèces dont 17 nouvelles pour la science. Il avait entretenu notamment une correspondance avec Edward Blyth (1810-1873), qui faisait un travail similaire en Inde. En 1860, il accompagne, comme interprète, les armées alliées dans le nord de la Chine, ce qui lui permet de faire paraître deux listes d’espèces riches de 183 espèces dont quatre nouvelles.
Fin 1860, il devient vice-consul de Taïwan, une île qu'il avait eu l’occasion de visiter quelques années auparavant. Il contribue notamment à y développer la production de thé. En 1862, sa mauvaise santé l'oblige à revenir à Londres. Il présente les nouvelles espèces qu'il rapporte lors d’une réunion de la Zoological Society of London et John Gould (1804-1881) les illustrations pour ses Birds of Asia. Son séjour londonien est très rempli car il fait de nombreuses conférences et rencontre de nombreux naturalistes intéressés par la faune asiatique. Swinhoe fait paraître alors une douzaine d'articles, les plus importants sont les listes des espèces d'Asie, A Catalogue of Birds of China (près de 500 espèces) et The Ornithology of Formosa or Taiwan (201 espèces). Avant de repartir reprendre son poste à Taïwan, il devient membre à vie de la Zoological Society of London, membre de la Royal Geographical Society et de la société ethnologique de Londres.
Il arrive à Taïwan en 1864 et devient l’année suivante premier consul. Il continue à travailler sur la faune chinoise mais sa réputation lui permet d’établir un réseau de collecteurs. Parmi eux, le père lazariste Armand David (1826-1900) qui est arrivé en Chine en 1862. Swinhoe plaide pour que Taïwan devienne une possession britannique.
En 1866, il part à Xiamen comme consul, tout en continuant à assurer la charge de consul de Taïwan. En 1868, il reçoit la mission de réunir quatre spécimens du rare cerf du père David, découvert depuis peu. Deux spécimens meurent de malnutrition mais Swinhoe réussit à sauver les deux autres et les fait parvenir à Londres. Ils sont les ancêtres de la harde qui a permis de sauver l’espèce. En 1869, il participe à une expédition pour évaluer la navigabilité du Yangzi Jiang, ce qui lui permet de découvrir de nouvelles espèces.
Swinhoe rentre brièvement en Angleterre en passant par les États-Unis d'Amérique, mais il est de retour comme consul à Ningbo en mai 1871. Il continue ses observations et découvre notamment deux nouvelles espèces de faisan. Mais sa santé l’oblige à rentrer définitivement dans son pays en 1875 et à prendre sa retraite. Il n’abandonne pas ses recherches pour autant car il continue de recevoir des spécimens de ses contacts asiatiques. En 1876, il devient membre de la Royal Society. Quelques jours après la parution de son dernier article, il meurt à seulement quarante-et-un ans.
Swinhoe fait paraître plus de cent vingt publications géographiques ou zoologiques. Malgré l’éloge d’Alfred Russel Wallace (1823-1913) qui souligne l’importance des découvertes de Swinhoe, son œuvre est souvent dépréciée par des commentateurs tant japonais qu’occidentaux. Il commet quelques erreurs dans la reconnaissance des espèces, sans doute à cause de la rareté de certaines d’entre elles. Swinhoe est également considéré comme l’un des acteurs de l’impérialisme occidental dans cette région. Son frère est le colonel Charles Swinhoe (1836-1923), l’un des membres fondateurs de la Bombay Natural History Society.